# 유엔 총회 결의 제1호 (I)
유엔 총회 결의 제1호는 1946년 1월 24일 유엔 총회가 통과시킨 최초의 결의안으로, 유엔 원자력 위원회 창설 관련 내용이 담겨 있다. "원자력 발견으로 발생한 문제를 처리"하고 "대량 살상에 적합한 모든 기타 주요 무기와 원자무기를 국가 군비에서 제거하기 위한 구체적인 제안을 하는 것"을 위임했으며, 그 외에도 핵 기술과 관련된 문제도 위임하였다.